# Pablo Chavarría
Pablo Chavarría (Las Perdices, 2 januari 1988) is een Argentijns voetballer. Sinds september 2020 staat hij onder contract bij de Spaanse tweedeklasser Málaga CF.

## Carrière
Chavarría begon met baby fútbol, i.e. minivoetbal op een harde ondergrond. Deze sport is populair in Zuid-Amerikaanse landen, voornamelijk in Chili. Chavarría begon bij sportclub Acción Juvenil de General Deheza. Nadien wisselde hij regelmatig van club. Op zijn veertiende trok hij naar Frankrijk, waar hij in Sochaux probeerde om internationaal door te breken.
Chavarría keerde na zijn fysieke tests terug naar zijn vaderland. Daar trok hij in 2003 naar de plaatselijke voetbalclub San Lorenzo de Las Perdices, maar na enkele maanden kon hij een stap hogerop zetten. Hij stond op het punt een contract te tekenen bij River Plate, maar die transfer sprong af. Chavarría belandde daardoor bij Belgrano. Hij speelde er in de jeugd samen met onder andere Matías Suárez. In 2008 drong hij door tot het eerste elftal. Op 8 september maakte hij zijn debuut in de Primera "B" Nacional, de op een na hoogste afdeling in Argentinië. De club haalde de eindronde in 2009, maar kon geen promotie afdwingen.
Op 7 juni 2010 raakte bekend dat de Argentijn naar RSC Anderlecht zou verhuizen. De transfersom bedroeg ongeveer € 1 miljoen.
De Argentijn fungeert het best als hangende spits. Hij maakte op 3 augustus 2010 zijn debuut voor  RSC Anderlecht. Het was tevens zijn eerste Europese wedstrijd. Chavarría startte in de basis voor de partij tegen The New Saints in de derde voorronde van de UEFA Champions League. Hij speelde de volledige wedstrijd. Zijn eerste goal vierde hij op 26 december. De Argentijn scoorde het voorlaatste doelpunt in de met 6-0 gewonnen wedstrijd tegen Lierse SK. Na de winterstop besloot Anderlecht om Chavarría te verhuren aan AS Eupen.
In juli 2011 informeerde KV Kortrijk bij RSC Anderlecht naar aanvaller Dalibor Veselinović. De Servische spits wilde niet vertrekken, waarna Kortrijk besloot om Chavarría voor één seizoen te huren. Op de slotdag van de transferperiode 2012 werd Chavarria weer uitgeleend aan Kortrijk.
In de zomer van 2013 vertrok Chavarría definitief naar RC Lens, waar hij drie jaar basisspeler werd als hangende spits of op de flanken. In zijn laatste seizoen was hij de kapitein van de ploeg.
Chavarría maakte in de zomer van 2016 transfervrij de overstap naar Stade de Reims, die toen ook uitkwam in de Franse Ligue 2. Na twee seizoenen promoveerde hij met de club mee naar de Ligue 1. Na dat seizoen werd het contract van Chavarría niet verlengd, waardoor hij transfervrij verkaste naar de Spaanse tweedeklasser RCD Mallorca. De Argentijn ontbond na een jaar zijn contract bij RCD Mallorca en tekende in september 2020 voor 1 jaar bij Málaga CF.
1 Roberto ·
2 Miquel ·
3 González ·
4 Hernández ·
5 Rolón ·
6 Kuzmanović ·
7 Iturra ·
8 Adrián ·
9 Borja ·
10 Juanpi ·
11 Castro ·
12 Ideye ·
13 Prieto ·
14 Recio  ·
15 Ricca ·
16 Peñaranda ·
17 Success ·
18 Rosales ·
19 Bueno ·
20 Keko ·
21 Samu García ·
22 Lestienne ·
23 Torres ·
24 Rolán ·
25 Lacen ·
26 En-Nesyri ·
27 Robles ·
29 Soler ·
Coach: González